# Nervilieae
Tribu
Les Nervilieae sont une tribu de plantes de la famille des Orchidées et de la sous-famille des Epidendroideae. Le genre type de la tribu est Nervilia Gaud.

## Liste des sous-taxons
- Sous-tribu : Epipogiinae
  - Genre : Epipogium
  - Genre : Silvorchis
  - Genre : Stereosandra
- Sous-tribu : Nerviliinae
  - Genre : Nervilia

## Publication originale
- Dressler Lindleyana, 5, 117-25 (1990).